# Franciszek Löwy
Franciszek Michał Löwy (ur. 24 września 1890 w Brzeźnicy, zm. 14 lutego 1968 w Sanoku) – kapitan piechoty Wojska Polskiego.

## Życiorys

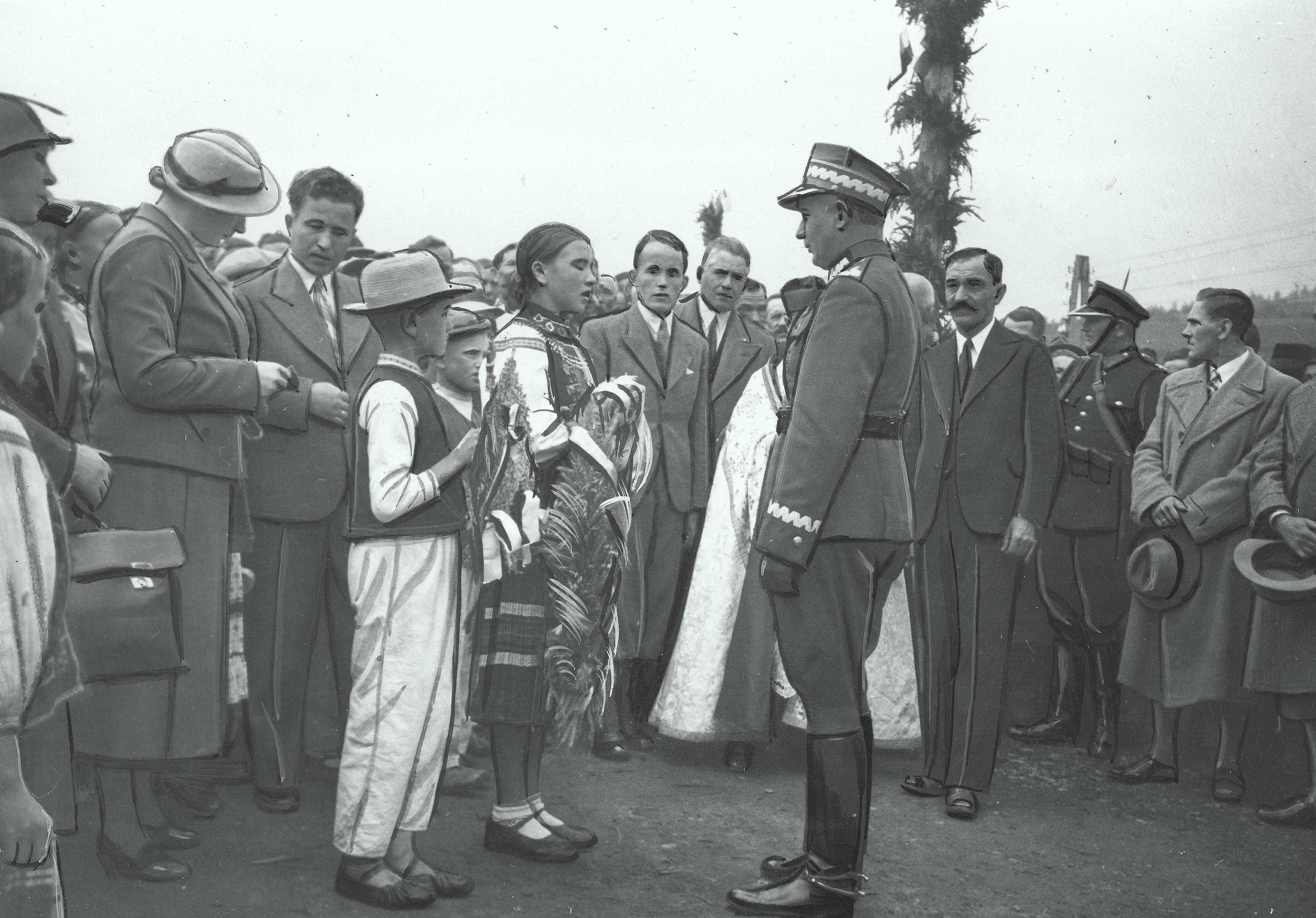
Powitanie gen. Tadeusza Kasprzyckiego podczas obchodów Święta Gór w Sanoku (14-18 sierpnia 1936). Trzeci od prawej wójt Franciszek Löwy

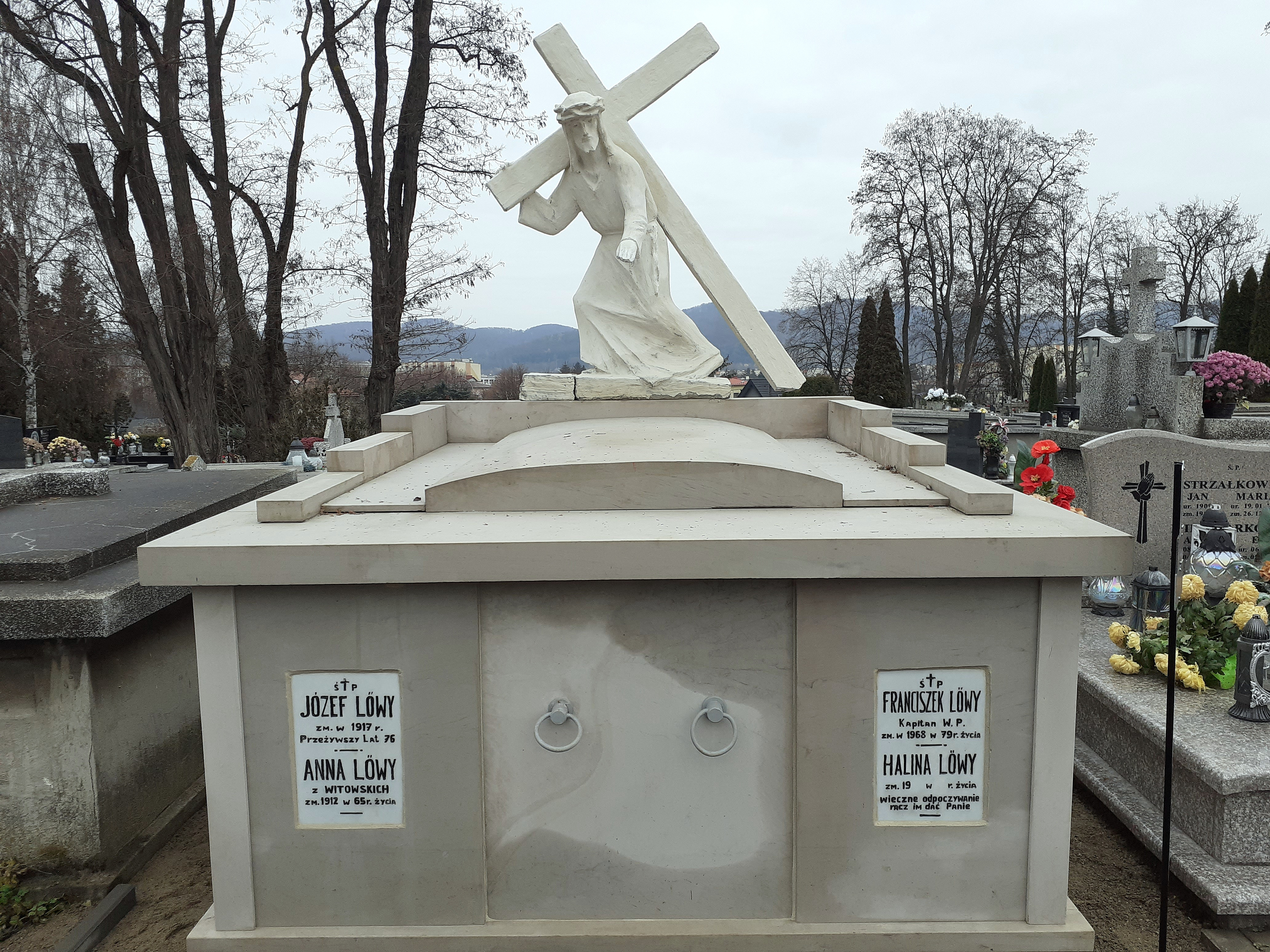
Grobowiec rodziny Löwych po renowacji (2022)

Franciszek Michał Löwy urodził się 24 września 1890 w Brzeźnicy (wzgl. Bereźnicy) w powiecie wadowickim. Był wyznania rzymskokatolickiego, synem Józefa Löwi, dozorcy budowy na dworcu kolejowym w Sanoku, tamtejszego urzędnika kolejowego (zm. 1917) i Anny z domu Maciszewskiej wzgl. Witowskiej (zm. 1913). Miał brata Józefa (ur. 1885), siostrę Annę (ur. 1886, zamężna z Rudolfem Rothem). W młodości zamieszkiwał z rodziną w Sanoku przy ulicy Szpitalnej 157. W 1914 zdał eksternistycznie egzamin dojrzałości w C. K. Gimnazjum Męskim w Sanoku. Podczas nauki szkolnej udzielał się w chórze gimnazjalnym. Po maturze miał podjąć studia prawnicze.
Po zakończeniu I wojny światowej i odzyskaniu przez Polskę niepodległości został przyjęty do Wojska Polskiego. Został awansowany na stopień porucznika piechoty ze starszeństwem z dniem 1 czerwca 1919. Został awansowany do stopnia kapitana piechoty ze starszeństwem z dniem 15 sierpnia 1924. W latach 20. był oficerem zawodowym 2 pułku strzelców podhalańskich w Sanoku (1922, 1923, 1924). W Sanoku nadzorował ostatnią fazę budowy miejscowego Domu Żołnierza, ukończonej w 1927. W latach 20. był sekretarzem i skarbnikiem zarządu Towarzystwa Domu Żołnierza Polskiego w Sanoku. W marcu 1928 ogłoszono, że jako oficer 2 p.s.p. został przeniesiony do Korpusu Ochrony Pogranicza z równoczesnym przeniesieniem macierzyście do kadry oficerów piechoty. Od 28 września 1928 sprawował stanowisko dowódcy kompanii granicznej KOP „Białozórka”. W styczniu 1931 ogłoszono jego przeniesienie do Powiatowej Komendy Uzupełnień Wadowice z zachowaniem dotychczasowego dodatku służbowego, gdzie pełnił funkcję kierownika I referatu administracji rezerw. W styczniu 1934 ogłoszono zwolnienie go z zajmowanego stanowiska z zachowaniem dotychczasowego dodatku służbowego. W marcu 1934 ogłoszono, że został zwolniony z zajmowanego stanowiska (PKU Wadowice) z pozostawieniem bez przynależności służbowej i równoczesnym oddaniem do dyspozycji właściwego dowódcy Okręgu Korpusu oraz z zachowaniem dodatku służbowego. Z dyspozycji dowódcy Okręgu Korpusu V z dniem 31 lipca 1934 został przeniesiony w stan spoczynku.
W drugiej połowie lat 30. sprawował stanowisko wójta gminy Komańcza.
Po II wojnie światowej według stanu z 1958 zamieszkiwał w Sanoku. W 1963 zamieszkiwał w Stanach Zjednoczonych w mieście New Britain w stanie Connecticut, a wcześniej przebywał też w Wielkiej Brytanii i w Argentynie. Do końca życia był rencistą i mieszkał przy ul. Feliksa Gieli 22. Zmarł 14 lutego 1968 w Sanoku. Został pochowany w rodzinnym grobowcu na cmentarzu przy ul. Jana Matejki w Sanoku 16 lutego 1967. Jego żoną była Helena (wzgl. Halina, ur. 26 września 1889 w Skołoszowie, córka c. k. radcy sądowego Bronisława de Rogala Lewickiego, siostra nauczyciela Stefana Lewickiego, zm. 27 lipca 1979 w Sanoku).
Grobowiec rodziny Löwych, wykonany przez Pranowskiego, jest zwieńczony rzeźbą Jezusa Chrystusa dźwigającego krzyż. Obiekt został wpisany do rejestru obiektów zabytkowych, a w 2020 został wpisany przez Instytut Pamięci Narodowej do ewidencji grobów weteranów walk o Wolność i Niepodległość Polski. Na wniosek Stowarzyszenia Opieki nad Starymi Cmentarzami w Sanoku w 2021 IPN przyznał dotację na remont i konserwację grobowca Löwych. Zakończenie renowacji ogłoszono 24 listopada 2022.

## Odznaczenie
- Medal Niepodległości (24 października 1931, za pracę w dziele odzyskania niepodległości)[43]